# Denise Bucumi-Nkurunziza
Denise Bucumi-Nkurunziza, née le 1er décembre 1969 à Gatsinda, commune de Mwumba dans la province de Ngozi, est une ministre chrétienne burundaise et l'ancienne Première dame du Burundi de 2005 à 2020. Elle est la seule personnalité à avoir été ministre et Première dame d’un pays africain.

## Biographie

### Religion et vie privée
Denise Bucumi et son mari sont tous deux chrétiens nés de nouveau et protestants évangéliques. Elle s'appuie sur la religion pour mobiliser la population. Elle s'implique dans des activités caritatives sous sa fondation Buntu en tant que Première dame. Elle est l'auteure d'une autobiographie, publiée chez L'Harmattan. Elle est la femme de Pierre Nkurunziza. Ils ont six enfants.

### Mariage
Denise Bucumi-Nkurunziza est née à Gatsinda, commune de Mwumba, dans la province de Ngozi, le 1er décembre 1969. Elle épouse Pierre Nkurunziza en 1994, peu avant qu'il ne soit contraint de se cacher au début de la guerre civile burundaise. En 2003, grâce à une série d'accords, le Conseil national pour la défense de la démocratie (CNDD-FDD) réintègre la vie politique, permettant ainsi à Denise Bucumi-Nkurunziza de retrouver enfin son mari après une longue séparation.

### Pandémie de Covid-19 et décès son mari
Le matin du 28 mai 2020, elle est transportée par avion à Nairobi, au Kenya, pour être traitée contre le Covid-19 pendant la pandémie au Burundi, à l'hôpital universitaire Aga-Khan. Son mari est décédé le 8 juin 2020 à Karuzi. Bien que la cause du décès ait été déclarée comme étant une crise cardiaque, il est largement soupçonné qu'il fut une des victimes du Covid-19.

## Autobiographie
- Le pouvoir de l'espoir : la Première Dame du Burundi. Mon histoire (Paris : L'Harmattan, 2013).